# Irene Birungi
Irene Birungi Mugisha, (nhũ danh Irene Birungi), là một doanh nhân, phát thanh viên, và chuyên mục người Uganda làm việc như một thư ký riêng cho chính quyền tại văn phòng của tổng thống Uganda, Yoweri Museveni Kaguta, hiệu quả Tháng Chín năm 2017.
Mugisha cũng là người sáng lập của All Round Consulting, một công ty truyền thông và quan hệ công chúng, có trụ sở tại Kampala, thủ đô của Uganda. Vào tháng 10 năm 2010, cô đã trở thành nữ quản lý truyền hình đầu tiên ở Uganda sau khi được bổ nhiệm làm phát thanh viên nhà nước tại Công ty Phát thanh Truyền hình Uganda. Năm 2013, cô trở thành trưởng ban biên tập và là nhà sản xuất truyền hình với CNBC Châu Phi. Cô cũng là một chuyên mục cho Daily Monitor  và New Vision về các vấn đề kinh tế.

## Sự nghiệp báo chí
Mugisha xây dựng tên của mình như một nhà báo sau khi được thuê làm người đưa tin trên Truyền hình WBS, (hiện không còn tồn tại). Năm năm sau, cô gia nhập Công ty Truyền hình Truyền hình Truyền hình Uganda (Truyền hình UBC) với tư cách là nhà sản xuất truyền hình và biên tập viên kinh doanh. Vào tháng 10 năm 2010, cô được bổ nhiệm làm giám đốc truyền hình của Đài truyền hình UBC, người phụ nữ đầu tiên ở Uganda giữ vị trí như vậy.
Vào năm 2013, cô gia nhập CNBC Châu Phi với tư cách là người đứng đầu biên tập viên và nhà sản xuất truyền hình cho văn phòng của họ ở Uganda và Rwanda, nơi cô đã trình bày chương trình nổi tiếng "Làm kinh doanh ở Rwanda.

## Cuộc sống cá nhân
Mugisha đã kết hôn với tính cách, Maurice Mugisha, là phó giám đốc điều hành của Tập đoàn phát thanh truyền hình Uganda. Trước đây ông từng làm trưởng phòng tin tức tại Truyền hình Quốc gia truyền hình Uganda. Cô là mẹ của ba đứa con, một đứa con trai từ mối quan hệ trước và hai cô con gái với người chồng hiện tại.